# Accor Stadium
Das Accor Stadium ist ein Rugby- und Fußballstadion im Sydney Olympic Park. Als Hauptstadion der Olympischen Sommerspiele 2000 trug es den Namen Stadium Australia. Von 2002 bis Dezember 2007 trug es den Namen Telstra Stadium des australischen Kommunikationsunternehmens Telstra. Ab 2008 war die Australia and New Zealand Banking Group (ANZ) Namensgeber für das Stadion. Im Dezember 2020 endete der Namensvertrag. Im November 2021 wurde die Hotelkette Accor neuer Namenssponsor des früheren Olympiastadions. Der Vertrag läuft zunächst über sieben Jahre. Als Spielort der Fußball-Asienmeisterschaft 2015 trug es wieder den sponsorfreien Namen Stadium Australia, genau wie zur Zeit der Fußball-Weltmeisterschaft der Frauen 2023.
Die Anlage liegt in Homebush, einem Vorort im Westen von Sydney. Es wurde anlässlich der Olympischen Sommerspiele 2000 als Olympiastadion erbaut und im März 1999 fertiggestellt.
Die ursprüngliche Zuschauerkapazität lag bei 110.000. Nach den Großveranstaltungen 2000 wurde das Stadion zwischen Oktober 2001 und Oktober 2003 umgebaut und verkleinert.

## Geschichte

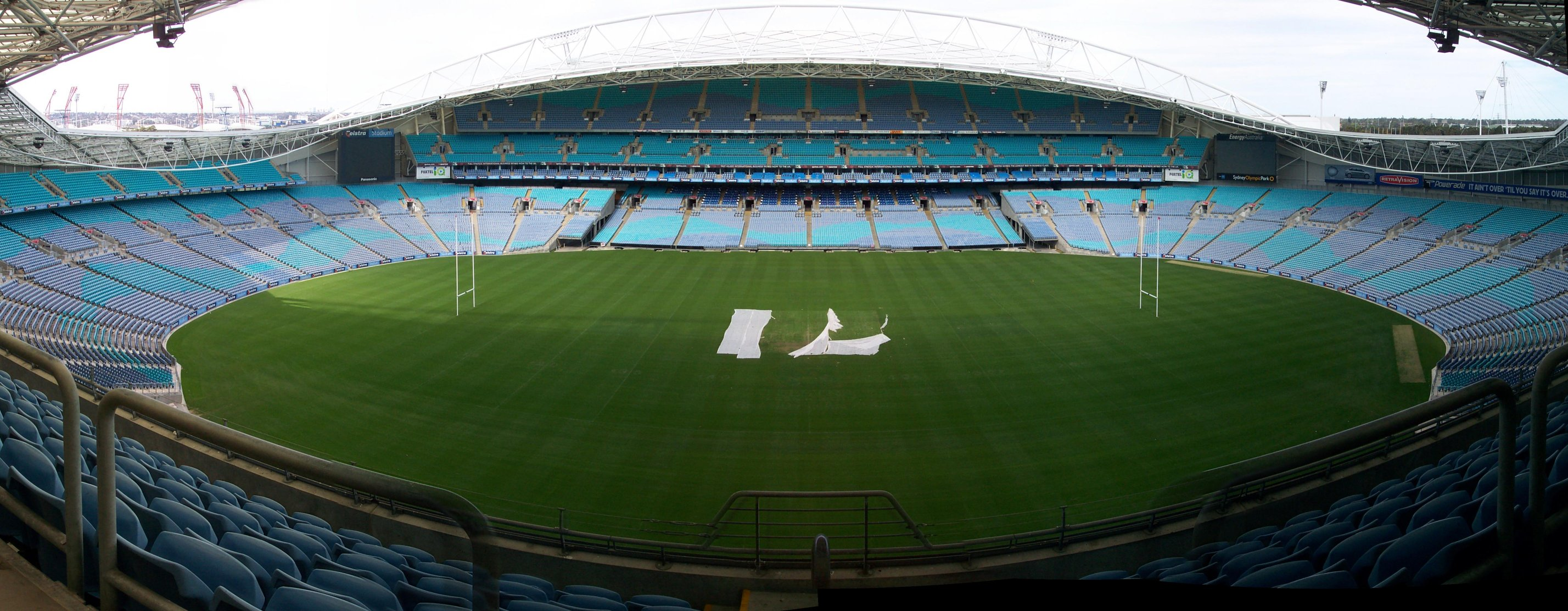
Der (ovale) Innenraum des heutigen Accor Stadium

Für die Gestaltung des Stadions war das Architekturbüro Bligh Lobb Sports Architects verantwortlich. Die Kosten für den Bau des Stadions, der zwischen September 1996 und März 1999 erfolgte, betrugen knapp 700 Millionen Australische Dollar.
Nach den Olympischen Spielen begann im Oktober 2001 eine Anpassung des Stadions, die nochmals rund 80 Millionen Australische Dollar kostete. Hauptpunkt der Umbauarbeiten bildete das Anlegen eines ovalen Spielfeldes, wie es für Australian Football und Cricket benötigt wird. Die beiden Hintertortribünen im Oberrang wurden abgerissen und die Kurven mit Dachelementen gedeckt. Seither finden bei ovalem Spielfeld nur noch 81.500 Zuschauer Platz. Wenn das Spielfeld zum Rechteck umgebaut wird, kann die Kapazität auf 83.500 erweitert werden.

## Sportliche Geschichte

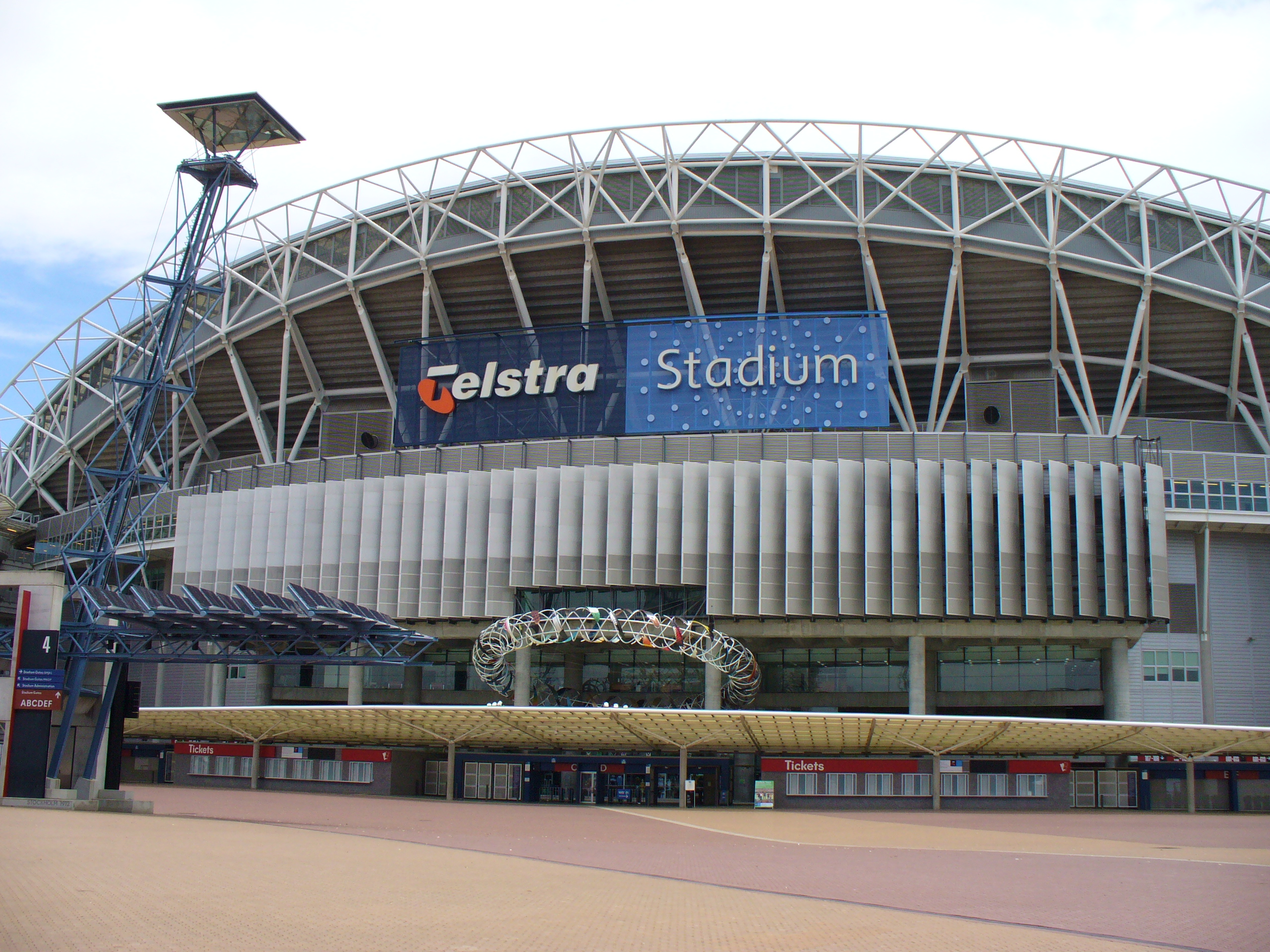
Außenansicht des Stadions mit der Skulptur „Feathers and Skies“ von Neil Dawson über dem Eingang

Die sportliche Geschichte des Stadions lässt sich in drei Abschnitte unterteilen. Zunächst die Anfänge bis hin zu den Olympischen Spielen, dann die Spiele selbst und zuletzt die Phase nach dem Stadionumbau.

### Anfänge
Bei der Eröffnung am 6. März 1999 fanden zwei Rugby-League-Spiele der National Rugby League statt. Die Partien Newcastle Knights gegen Manly-Warringah Sea Eagles und Parramatta Eels gegen St. George Illawarra Dragons verfolgten 104.583 Zuschauer, was einen neuen Weltrekord bedeutete. Offiziell erfolgte die Eröffnung im Juni 1999 mit einem Spiel der Australischen Fußballnationalmannschaft gegen eine FIFA-All-Star-Auswahl.
Am 7. August 1999 wurde ein Vorbereitungsspiel der National Football League (NFL) ausgetragen. Die Denver Broncos spielten gegen die San Diego Chargers. Es war das erste und bis heute einzige American-Bowl-Spiel, das in Australien ausgetragen wurde. Der am Eröffnungstag aufgestellte Zuschauerrekord bei einem Rugby-League-Spiel wurde in der Folge noch mehrmals verbessert. Der aktuell von diesem Stadion gehaltene Rekord wurde im Jahr 2000 aufgestellt und beträgt 109.874 Zuschauer.

### Olympische Sommerspiele 2000

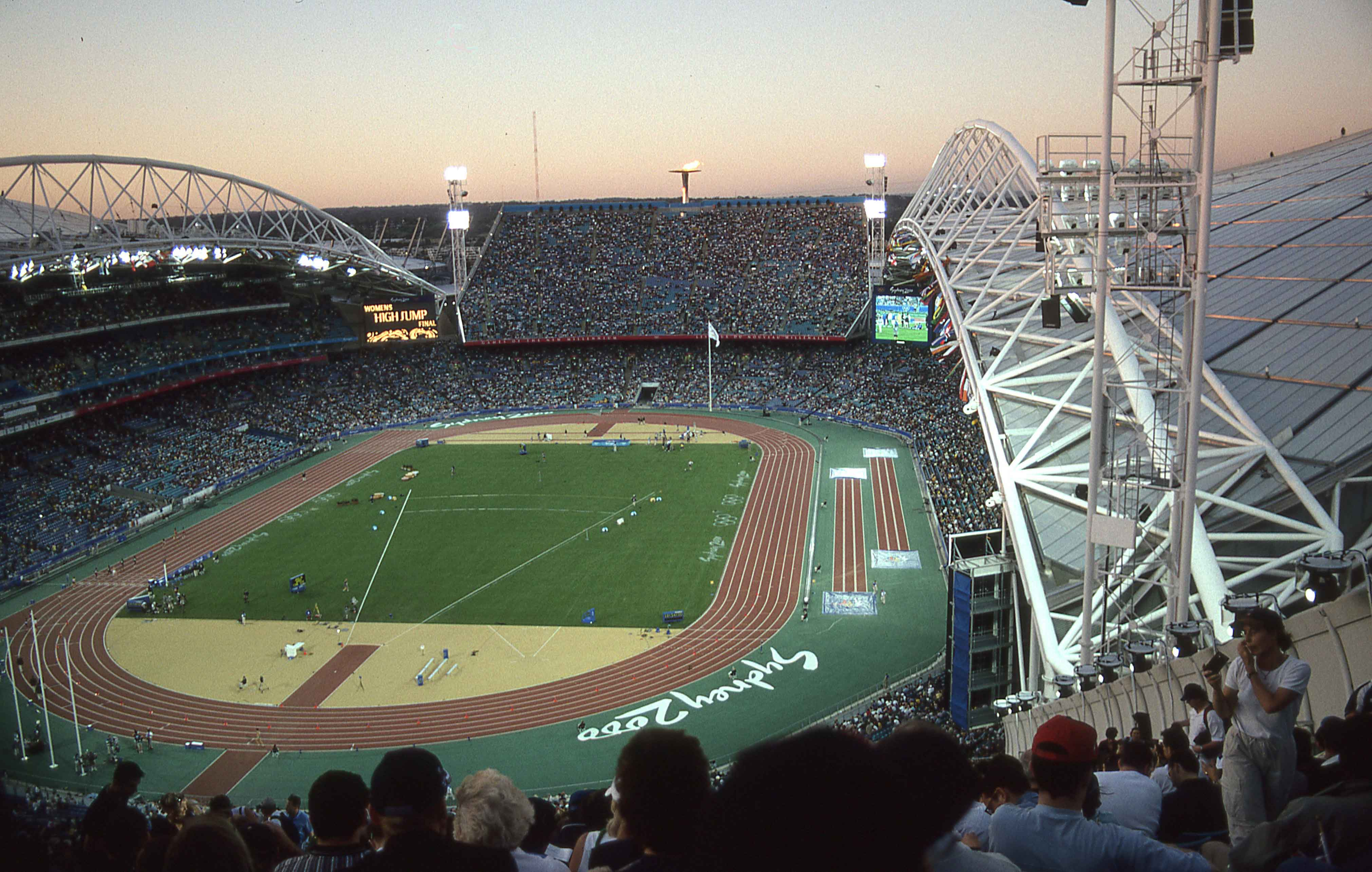
Leichtathletik bei den Olympischen Spielen 2000 im Stadium Australia

Das Accor Stadium war unter dem Namen Stadium Australia das Olympiastadion der Olympischen Sommerspiele 2000. Mit der offiziellen Zuschauerkapazität von 110.000 Zuschauern war es das größte Olympiastadion aller Zeiten. In ihm wurde die Eröffnungs- und Schlussfeier veranstaltet. Daneben war es Austragungsort der Wettbewerbe in der Leichtathletik und des Finalspiels des Fußballturniers. Das Finale zwischen Kamerun und Spanien wurde von 104.098 Zuschauern verfolgt. Mit 112.524 Zuschauern war der vierte Tag der Leichtathletikwettbewerbe der am besten besuchte dieser Sportart. Der Rekord bei diesen Olympischen Spielen wurde bei der Schlussfeier mit 114.714 aufgestellt. Es war die größte Zuschauerzahl in diesem Stadion überhaupt und wurde auch nach dem Ende der Olympischen Sommerspiele 2000 nicht mehr übertroffen. In der Folge fanden noch die Sommer-Paralympics 2000 statt.

### Nach dem Umbau
Am 26. Oktober 2002 fand im Telstra Stadium im Rahmen der Speedway-Einzel-Weltmeisterschaft der Speedway-WM Grand-Prix von Australien statt.

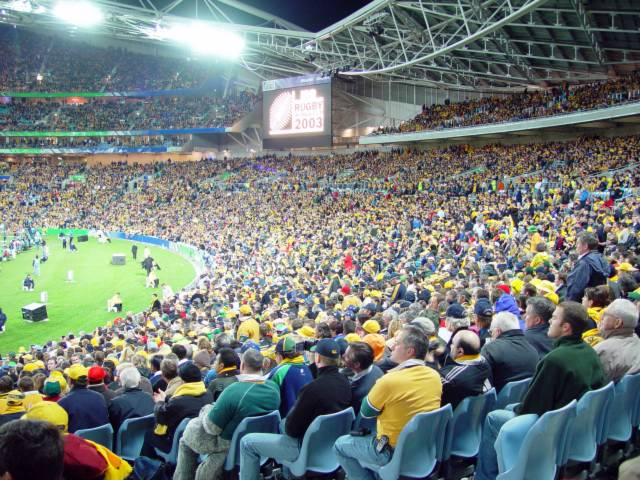
Eröffnungsspiel der Rugby-Weltmeisterschaft 2003 zwischen Australien und Argentinien im damaligen Telstra Stadium

Nach den Umbaumaßnahmen war das ANZ Stadium einer der Austragungsorte der Rugby-Union-Weltmeisterschaft 2003. Dort fanden die Halbfinal- und Finalpartien statt. Im Finale unterlag die australische Mannschaft den Engländern.
Am 16. November 2005 wurde das Playoff-Rückspiel um die Teilnahme an der Fußball-Weltmeisterschaft 2006 in Deutschland zwischen dem Sieger der Ozeanien-Qualifikation, Australien, und dem Fünften der Südamerika-Qualifikation, Uruguay, im ANZ Stadium ausgetragen. Das Hinspiel gewann Uruguay mit 1:0, das Rückspiel endete mit dem umgekehrten Ergebnis. Somit kam es zum Elfmeterschießen, das die Australier mit 4:2 gewannen. Während der Fußball-Asienmeisterschaft 2015 war es Spielort für sieben Spiele, darunter ein Halbfinale und das Finale, das die Gastgeber mit 2:1 nach Verlängerung gegen Südkorea gewannen.
Im November 2017 kündigte der Bundesstaat New South Wales den Abriss des Olympiastadions von 2000 an, um es durch einen Neubau zu ersetzen. Doch diese Pläne wurden durch eine geplante Sanierung der Anlage für 810 Mio. AUD ersetzt. Ende Mai 2020 nahm die Premierministerin des Bundesstaates, Gladys Berejiklian, Abstand von dem Vorhaben. Die Bevölkerung stand hinter den Plänen und die Regierung stand kurz vor Auftragsvergabe. Aufgrund der gesundheitlichen und wirtschaftlichen Folgen der COVID-19-Pandemie mache es keinen Sinn. Die vorgesehenen Gelder des Projekts werden in einen neuen Infrastruktur- und Jobbeschleunigungsfonds für die angeschlagene Wirtschaft in Höhe von drei Mrd. AUD fließen.
Das Accor Stadium wurde als eines von zehn Stadien für die Fußball-Weltmeisterschaft der Frauen 2023 ausgewählt. Zum ersten Spiel von Australien gegen Irland waren 75.784 Zuschauer im Stadion.
Im Hinblick auf die AFL-Saison 2022 und die Fußball-Weltmeisterschaft der Frauen 2023 wurde im Stadion eine neue HD-Videoanzeigetafel von Daktronics installiert. Sie ist 120 Meter breit und zehn Meter hoch sein und bietet eine Bildschirmfläche von 1.200 m². Die neue Anzeigetafel ist Teil einer Modernisierung des Stadions für über zehn Mio. AUD. Der Einbau wurde vom Architektenbüro Populous geplant.

## Regelmäßig stattfindende Sportveranstaltungen
Die National Rugby League veranstaltet ihr Finale im Accor Stadium. Daneben wird das Stadion von den Mannschaften Wests Tigers, Canterbury-Bankstown Bulldogs und South Sydney Rabbitohs als Austragungsort von Heimspielen genutzt. Auch die Spiele der Rugby League State of Origin zwischen den Bundesstaaten New South Wales und Queensland werden in diesem Stadion ausgetragen. Außerdem nutzen die Sydney Swans das Stadion als Austragungsort für einige ihrer Heimspiele in der Australian Football League.

## Weitere Veranstaltungen
Das Accor Stadium wird auch als Veranstaltungsort für Konzerte und andere Veranstaltungen genutzt. Am 25. Februar 1998 traten U2 auf ihrer Popmart Tour, sowie am 10., 11. und 13. November 2006 auf ihrer Vertigo-Tour dort auf. Daneben spielten in diesem Stadion die Rolling Stones. Am 15. Juli 2008 fand der Eröffnungsgottesdienst des XXIII. Weltjugendtags in dem Stadion statt. Am 22. und 23. Oktober 2024 gab der kanadische Sänger The Weeknd hier zwei Konzerte.